# Valvole laterali

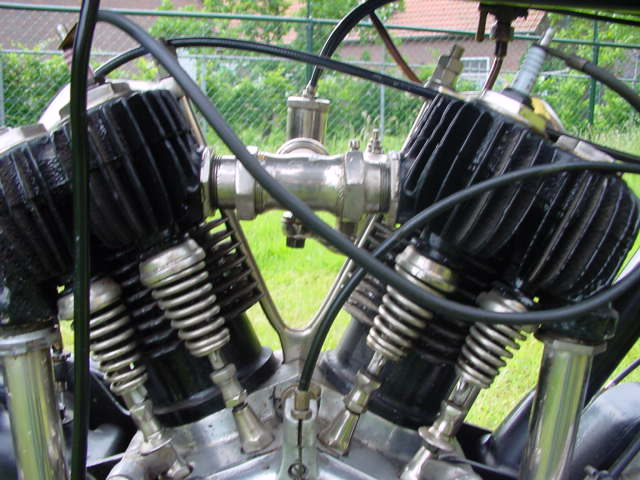
Motore SV di una motocicletta AJS Model D.

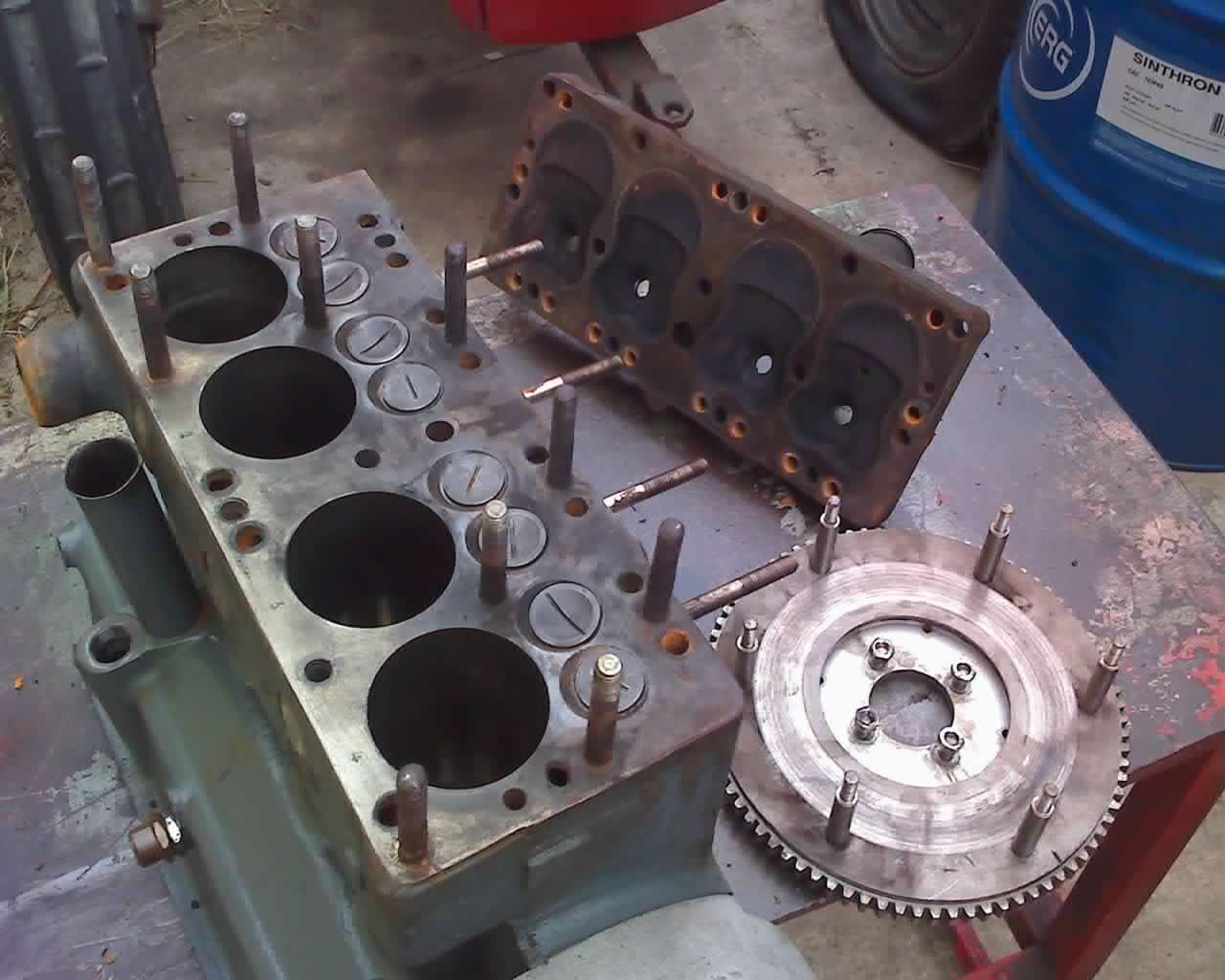
Motore SV Fiat 508 Balilla.

Valvole laterali, anche note con la sigla inglese SV (da Side Valves), designa un tipo di distribuzione, nei motori 4 tempi, con le valvole disposte al lato del motore.

## Tecnica dei motori a valvole laterali

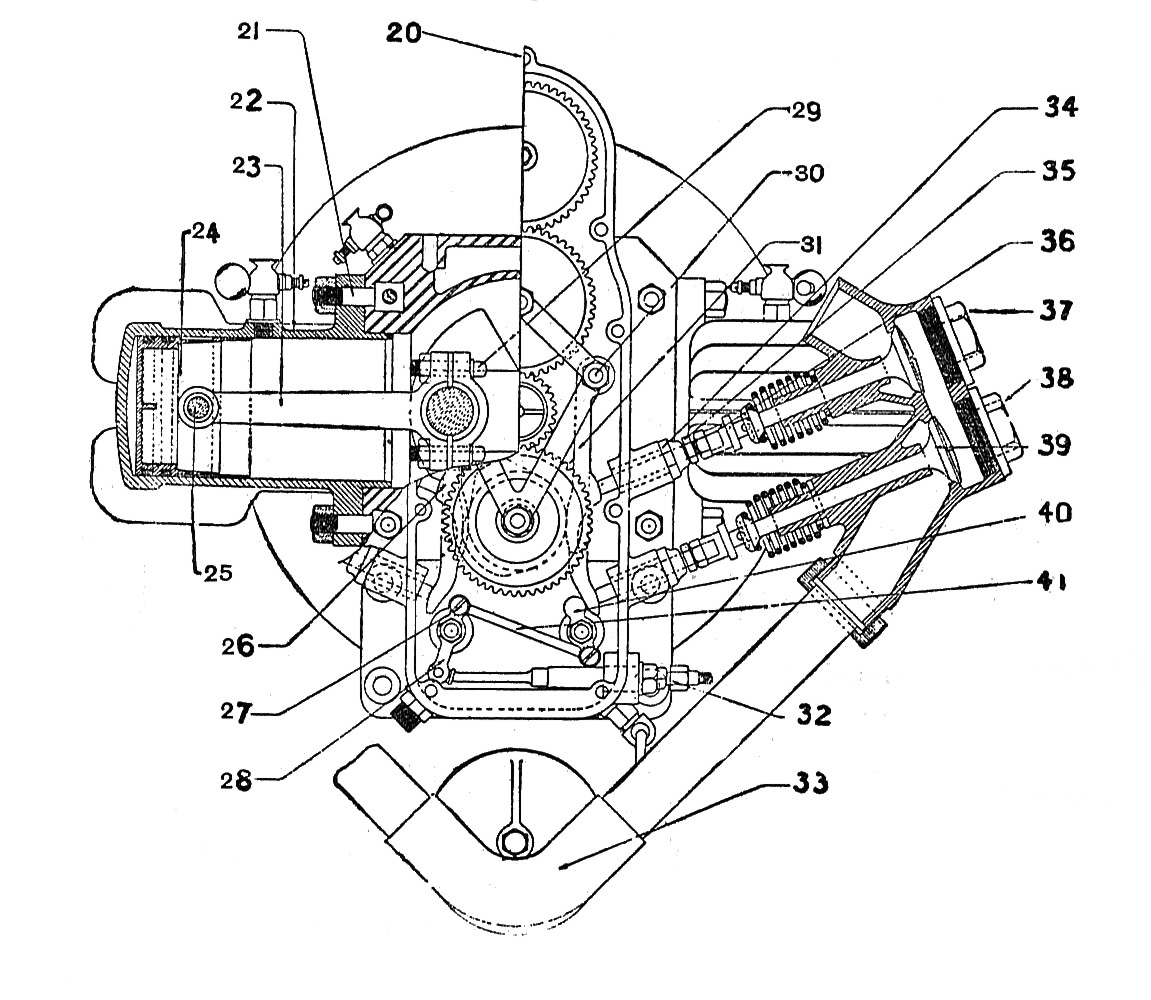
Schema di un motore SV

La distribuzione SV può avvenire con 1 o 2 alberi a camme posizionati lateralmente all'albero motore e comandati dallo stesso tramite un ingranaggio o catena con pulegge dentate con rapporto 2:1 (esattamente come nel sistema OHV); le camme di tali alberi di distribuzione vanno a governare direttamente la valvola a fungo.

Le valvole sono posizionate lateralmente al cilindro e aprono il passaggio dei gas, con un movimento diretto dal PMI al PMS (contrario rispetto al sistema DOHC); le molle che permettono la chiusura di tali valvole sono poste esternamente e in alcuni motori è possibile regolare il precarico delle valvole andando a svitare o avvitare dei dadi appositi.

## Varianti

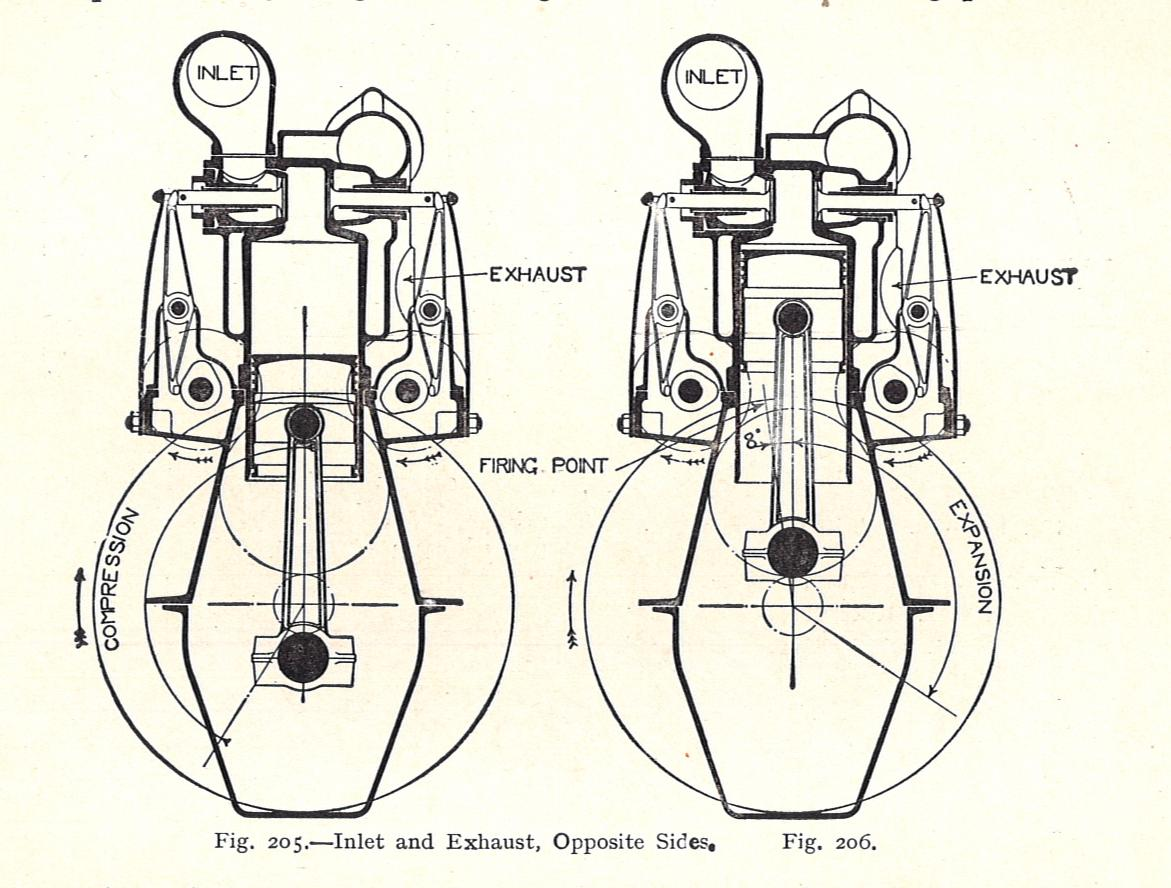
Motore a valvole laterali del motore Lanchester del 1912

Invece di essere parallele al cilindro, le valvole sono poste perpendicolarmente allo stesso, in modo da ridurre la larghezza della camera di combustione, che così ha una forma più "sferica".

## Vantaggi
- Maggiore libertà della dimensione delle valvole
- Presenta meno componenti
- Più semplice da fabbricare
- Nessun rischio di collisione tra il pistone e le valvole durante il funzionamento

## Svantaggi
- Flusso dei gas di qualità minore
- Minore rapporto di compressione
- Fronte di fiamma (combustione) non ottimale
- Piano di giunzione cilindro e testata facilmente deformabile (scarsa stabilità termica)

## Utilizzo
Questo sistema è stato utilizzato tra il 1900 ed il 1940 circa, sia su moto che su auto; generalmente sulle moto si aveva parte del sistema a vista, sulle auto (come il Ford Modello T) era coperto.